# Tianqi-Konstellation
Die Tianqi-Konstellation (chinesisch 天啓星座 / 天启星座, Pinyin Tiānqǐ Xīngzuò, deutsch: etwa „Himmlische Information“) ist eine von der Pekinger Guodian Gaoke Technologie GmbH (北京国电高科科技有限公司) betriebene kommerzielle Konstellation von Satelliten in erdnahen Umlaufbahnen, die für das Internet der Dinge über Schmalbandkommunikation AIS-Daten etc. sammeln und die Verbindung zwischen Geräten (M2M) auf der ganzen Welt ermöglichen. Der erste der mehrheitlich von der ASES Spaceflight Technology hergestellten Tianqi-Satelliten wurde 2018 gestartet.

## Betreiberfirma
Die Guodian Gaoke Technologie GmbH wurde am 19. Juni 2015 von einer Reihe privater Investoren um den Messtechnik-Ingenieur Zhang Yiwei (张一巍, * 1977) von einer Shenzhener Vermögensverwaltungsgesellschaft und den Offizier Zhang Jinwu (张进武) vom Büro für bemannte Raumfahrt mit einem Stammkapital von 71.429 Yuan gegründet.
Der Firmensitz befand sich ursprünglich im Norden des Pekinger Stadtbezirks Haidian, der Unternehmensgegenstand war Datenverarbeitung und Software-Dienstleistungen. Tatsächlich ging es bei der Guodian Gaoke jedoch von Anfang an ganz konkret um das Internet der Dinge, wobei die Verbindung zwischen den Endgeräten über satellitengestützte Schmalbandkommunikation erfolgen sollte. Als Voraussetzung hierfür war eine Nutzungsgenehmigung für Funkfrequenzen (无线电频率使用许可证) und eine Betriebsgenehmigung für mehrwertschaffende Telekommunikationsunternehmen (增值电信业务经营许可证) nötig. Ab 2016 bemühte man sich intensiv um diese Lizenzen, wofür jedoch nicht nur Fachpersonal nachgewiesen werden, sondern für einen Betrieb innerhalb von einzelnen Provinzen ein Stammkapital von mindestens einer Million Yuan vorhanden sein musste (für eine landesweite Genehmigung muss das Stammkapital der Firma mindestens 10 Millionen Yuan betragen).
Am 17. Juli 2017 kam der Maschinenbau-Ingenieur Lü Qiang (吕强, * 1980) von der Chinesischen Akademie für Weltraumtechnologie als neuer Gesellschafter zur Firma und übernahm den Posten des Geschäftsführers. Zwei Monate später, am 25. September 2017, wurde Lü Qiang Vorstandsvorsitzender der Guodian Gaoke, eine Position, die er 2022 immer noch innehatte. Den Posten des Geschäftsführers übernahm Zhang Jinwu. Bei jener Gelegenheit steckten die beiden weiteres Kapital in die Firma; das Stammkapital wurde von mittlerweile 500.000 Yuan auf 8 Millionen Yuan erhöht. Daraufhin wurde der Firma die Betriebsgenehmigung für Satelliten erteilt. Eine weitere Kapitalerhöhung auf 9,6 Millionen Yuan erfolgte am 6. Dezember 2017, nun erstmals durch institutionelle Anleger. Am 15. Januar 2018 wurde die Satzung der Firma geändert und Kommunikationsgeräte in den Abschnitt „Unternehmensgegenstand“ aufgenommen, und am 11. Februar 2018 wurde das Stammkapital auf die Marke von 10 Millionen Yuan für die landesweite Betriebsgenehmigung erhöht. Im Februar 2022 betrug das eingetragene Stammkapital der Firma 13 Millionen Yuan, wovon 44,6 % von Lü Qiang kamen und 8,2 % von Zhang Jinwu.

## Satelliten
Im September 2017 begann Guodian Gaoke offiziell das Tianqi-Projekt.
Ein erstes Kernmodul für Testzwecke (天启星座核心模块) wurde am 14. November 2017 an Bord des Datensammelsatelliten HEAD-1 der Pekinger HEAD Raumfahrttechnologie GmbH (北京和德宇航技术有限公司) in eine sonnensynchrone Umlaufbahn von 800 km Höhe gebracht.
Das Modul bestand aus einem im Dezimeterwellenbereich arbeitenden System, das Positionsdaten von Schiffen, Lastwagen etc. sammelte und an Bord zwischenspeicherte. Wenn sich der Satellit über Peking befand, wurden die Daten zum dortigen Rechenzentrum gefunkt. Auf der anderen Seite konnten Steuersignale der Kunden an das Modul gefunkt werden, das sie an deren auf der ganzen Welt verteilte Endgeräte weiterleitete – das sogenannte Machine to Machine bzw. M2M. Bei den Tests wurde das Zusammenwirken zwischen Hard- und Software auf dem Satelliten und in der Bodenstation sowie Datensammlung und -übermittlung an der Kapazitätsgrenze erprobt.

### Tianqi 1 bis Tianqi 5
Der ursprüngliche Plan bestand darin, für eine vollständige Abdeckung des Erdballs 36 Satelliten in 6 verschiedenen Umlaufbahnen zu platzieren. Nachdem die Tests mit dem Kernmodul erfolgreich verlaufen waren, wurde am 29. Oktober 2018 Tianqi 1 gestartet.
Bis zum 15. Januar 2020 folgten bei vier Starts fünf weitere Satelliten, wobei sowohl Trägerraketen vom Typ Langer Marsch 2 und Langer Marsch 11H als auch die kommerziellen Raketen Jielong-1 und Kuaizhou-1A zum Einsatz kamen. Bei diesen frühen Satelliten handelt es sich um 6U-Cubesats von etwa 10 × 20 × 30 cm mit einer Masse von 8 kg. An den 20 × 30 cm großen Seitenflächen befinden sich aufklappbare Solarmodule, während die 10 × 30 cm großen Seitenflächen mit fest montierten Solarzellen besetzt sind. Für die Zeiten, während derer sich die Satelliten im Erdschatten befinden, verfügen sie über Akkumulatoren.
Nach jeweils etwa anderthalb Monate dauernden Tests im Orbit gingen die Satelliten in Betrieb.

### Tianqi 6
Um für jeden Punkt der Welt eine Datenerneuerungsrate von 30 Minuten zu erreichen und dabei 10 Millionen Endgeräte bedienen zu können, wurde 2020 die finale Zahl der Satelliten in der Konstellation auf 38 erhöht.
Tianqi 6 wurde am 26. Oktober 2020, drei Monate nach Tianqi 10, mit einer Trägerrakete vom Typ Langer Marsch 2C vom Kosmodrom Xichang in eine um 35° zum Äquator geneigte Umlaufbahn von etwa 600 km Höhe gebracht. Wegen der beengten Platzverhältnisse in der Nutzlastverkleidung der Trägerrakete – der rund 50 kg schwere Satellit wurde zusammen mit drei Fernerkundungssatelliten des Ministeriums für natürliche Ressourcen gestartet – war hier eine ungewöhnliche, L-förmige Konfiguration des Gehäuses nötig. An einer an vier Seiten mit Solarzellen besetzten Säule mit quadratischem Querschnitt ist im rechten Winkel ein weiteres, aufklappbares Solarmodul montiert.
Zwei Wochen nach dem Start ging der Satellit in den Regelbetrieb. Mit nunmehr 8 Satelliten konnte Guodian Gaoke nun den gesamten Erdball abdecken, wobei Tianqi 6 speziell zur Koordinierung des Waren- und Schiffsverkehrs im Neuen Stadtbezirk Westküste (西海岸新区) von Qingdao in der Provinz Shandong diente. Im dortigen Tiefwasserhafen, im Jahr 2020 der sechstgrößte der Welt, werden neben Rohöl, Getreide, Kohle und Eisenerz vor allem Container zwischengelagert, zollamtlich behandelt und in mehr als 700 Häfen auf der ganzen Welt verschifft.
Die Tianqi-Konstellation ist hierbei mit dem örtlichen Bojensystem zur Kommunikation mit Schiffen und der Überwachung der Wasserqualität vernetzt.

### Tianqi 7
Der am 9. Dezember 2022 um 06:35 Uhr UTC mit einer Jielong-3 bei ihrem Erstflug von einer schwimmenden Plattform im Gelben Meer gestartete Tianqi 7 gehört zur mit Tianqi 19 begonnenen zweiten Ausbauphase der Konstellation. Anderthalb Stunden nach dem Start, um 08:07 Uhr UTC konnten nach der ersten Erdumkreisung die ersten Telemetriesignale empfangen werden.

### Tianqi 8 und 9, Tianqi 14 und 15
Die bis 2021 vier Satelliten dieser Bauart besitzen ebenfalls eine Startmasse von 50 kg. Anders als bei Tianqi 6 erfolgt die Stromversorgung der quaderförmigen Satelliten jedoch über zwei ausklappbare Solarmodule. Die Gehäuseoberflächen sind hier nicht mit Solarzellen besetzt.
Tianqi 8, der erste Satellit dieser Bauart, wurde am 22. Dezember 2020 beim Erstflug der Trägerrakete Langer Marsch 8 vom Kosmodrom Wenchang auf der südchinesischen Insel Hainan in eine sonnensynchrone Umlaufbahn von etwas über 500 km Höhe gebracht.
Zu diesem Zeitpunkt hatte Guodian Gaoke neben Qingdao bereits Standorte in Lingshui (Provinz Hainan), Shenzhen (Provinz Guangdong), Baoding (Provinz Hebei) und Xinzhou (Provinz Shanxi) aufgebaut. Ab Tianqi 8 wurde der Anwendungsbereich der Konstellation in Zusammenarbeit mit der Ping An Bank, Shenzhen, auf den Finanzsektor ausgeweitet. Das Ziel war hierbei die netzbasierte Betreuung von Sachwerten von Firmenkunden der Bank. Daher trägt Tianqi 8 die Alternativbezeichnung „Ping’an 1“ (平安1号).

### Tianqi 10 bis Tianqi 12
Auch diese Satelliten besitzen eine Startmasse von rund 50 kg und eine deutlich höhere Sendeleistung als die ersten Cubesats, was es ermöglicht, die M2M-Empfänger einfacher, leichter und kostengünstiger zu halten. Die Stromversorgung erfolgt hier über vier ausklappbare Solarmodule an den erdabgewandten Kanten des Gehäuses. Tianqi 10, der erste Satellit dieser Bauart, wurde am 25. Juli 2020, noch vor Tianqi 6 und Tianqi 8, mit einer Trägerrakete vom Typ Langer Marsch 4B der Shanghaier Akademie für Raumfahrttechnologie vom Kosmodrom Taiyuan in eine sonnensynchrone Umlaufbahn von knapp 500 km Höhe gebracht.

### Tianqi 19
Tianqi 19, der erste Satellit der zweiten Ausbauphase, wurde nicht mehr von der Shanghaier ASES Spaceflight Technology hergestellt, sondern vom Forschungsinstitut 513, auch bekannt als „Shandonger Institut für Raumfahrtelektronik“ (山东航天电子技术研究所 bzw. SISET), einer Außenstelle der Chinesischen Akademie für Weltraumtechnologie in Yantai.
Der Satellit ist mit 39 kg rund 10 kg leichter als seine Vorgänger, er kann jedoch fünfmal so viele Endgeräte gleichzeitig bedienen und besitzt eine doppel so hohe Datenübertragungsrate. Das zieht einen größeren Stromverbrauch nach sich, weswegen der Satellit zwei klassische, ausklappbare Solarzellenflügel mit jeweils zwei Modulen besitzt. Im Vergleich zu den Vorgängermodellen verdoppelt sich dadurch die zur Verfügung stehende elektrische Leistung. Außerdem verfügt der Satellit über einen bei dem am 6. November 2020 gestarteten Testsatelliten Beihang Kongshi Weixing 1 (北航空事卫星一号) erstmals erprobten Ionenantrieb mit Jod als Stützmasse, das neben kleinen Bahnkorrekturen primär dazu dient, ihn am Ende seiner Betriebszeit in die Erdatmosphäre zu lenken und dort verglühen zu lassen. Da Guodian Gaoke bei diesem Satelliten erneut mit der Ping An Bank zusammenarbeitet, trägt er die Alternativbezeichnung „Ping’an 2“ (平安2号).

## Startliste
| Name                                    | Startdatum (UTC)        | Trägerrakete      | Startplatz         | COSPAR              | Umlaufbahn                              |
| --------------------------------------- | ----------------------- | ----------------- | ------------------ | ------------------- | --------------------------------------- |
| Tianqi 1                                | 29. Oktober 2018 00:43  | Langer Marsch 2C  | Kosmodrom Jiuquan  | 2018-083G           | 507 × 522 km, 97,4°                     |
| Tianqi 3                                | 5. Juni 2019 04:06      | Langer Marsch 11H | Gelbes Meer        | 2019-032D           | 559 × 578 km, 45°                       |
| Tianqi 2                                | 17. August 2019 04:11   | Jielong-1         | Kosmodrom Jiuquan  | 2019-052B           | 530 × 561 km, 97,5°                     |
| Tianqi 4A Tianqi 4B                     | 7. Dezember 2019 08:52  | Kuaizhou-1A       | Kosmodrom Taiyuan  | 2019-087C 2019-087D | 493 × 508 km, 97,5° 477 × 489 km, 97,4° |
| Tianqi 5                                | 15. Januar 2020 02:53   | Langer Marsch 2D  | Kosmodrom Taiyuan  | 2020-003D           | 473 × 493 km, 97,2°                     |
| Tianqi 10                               | 25. Juli 2020 03:13     | Langer Marsch 4B  | Kosmodrom Taiyuan  | 2020-051B           | 477 × 493 km, 97,4°                     |
| Tianqi 6                                | 26. Oktober 2020 15:19  | Langer Marsch 2C  | Kosmodrom Xichang  | 2020-076D           | 591 × 609 km, 35°                       |
| Tianqi 11                               | 7. November 2020 07:12  | Ceres-1           | Kosmodrom Jiuquan  | 2020-080A           | 482 × 500 km, 97,4°                     |
| Tianqi 8                                | 22. Dezember 2020 04:37 | Langer Marsch 8   | Kosmodrom Wenchang | 2020-102D           | 504 × 513 km, 97,4°                     |
| Tianqi 9                                | 27. April 2021 03:20    | Langer Marsch 6   | Kosmodrom Taiyuan  | 2021-033?           | 500 × 514 km, 97,4°                     |
| Tianqi 12                               | 6. Mai 2021 18:11       | Langer Marsch 2C  | Kosmodrom Xichang  | 2021-039D           | 596 × 604 km, 35°                       |
| Tianqi 14                               | 18. Juni 2021 06:30     | Langer Marsch 2C  | Kosmodrom Xichang  | 2021-055E           | 594 × 606 km, 35°                       |
| Tianqi 15                               | 19. Juli 2021 00:19     | Langer Marsch 2C  | Kosmodrom Xichang  | 2021-065B           | 594 × 606 km, 35°                       |
| Tianqi 19                               | 27. Februar 2022 03:06  | Langer Marsch 8A  | Kosmodrom Wenchang | 2022-019T           | 534 × 553 km, 97,5°                     |
| Tianqi 7                                | 9. Dezember 2022 06:35  | Jielong-3         | Gelbes Meer        |                     | 511 × 528 km, 97,6°                     |
| Tianqi 13                               | 9. Januar 2023 05:04    | Ceres-1           | Kosmodrom Jiuquan  |                     | 510 × 520 km, 97,3°                     |
| Tianqi 21 Tianqi 22 Tianqi 23 Tianqi 24 | 5. September 2023 09:34 | Ceres-1H          | Gelbes Meer        |                     |                                         |

## Dienstleistungen
Guodian Gaoke begann bereits ab Tianqi 1 Dienstleistungen zur Verfügung zu stellen. Je mehr Satelliten gestartet wurden, desto kürzer wurden die Intervalle, in denen zum Beispiel von einem gegebenen Containerschiff die Positionsdaten übermittelt wurden. Als am 19. Juli 2021 mit Tianqi 15 die erste Ausbauphase abgeschlossen war, lag die Wiederbesuchsrate für mittlere und niedrige Breitengrade bei 1,5 Stunden.
Die in einem Winkel von 35° zum Äquator fliegenden Satelliten decken den Bereich zwischen Shandong und South Australia ab. Die für die Überwachung von Stromleitungen, Aquakulturen, Waldbrand-Frühwarnsystemen oder des Grundwassers in Bergwerksregionen notwendigen Endgeräte haben eine Leistungsaufnahme von 100 mW und können über relativ kleine, nur 400 g schwere Panel- oder Stabantennen mit den niedrig fliegenden Satelliten kommunizieren.
Dadurch wird der Aufwand für die Kunden niedrig gehalten, die man primär in den vom chinesischen Internet nicht abgedeckten Meeres- und Grenzregionen sowie im Bereich der Luftfracht sieht.
In der am 27. Februar 2022 mit Tianqi 19 begonnenen zweiten Ausbauphase wurden speziell die Gebiete in mittleren und hohen Breitengraden abgedeckt. Außerdem hatte man ein Endgerät entwickelt, das Einzelpersonen bei Ausflügen in nicht vom Mobilfunknetz abgedeckte Gegenden mit sich führen können, um bei einem Notfall ihre Position mitzuteilen. Ein ähnliches Rettungssystem wird zwar bereits vom Büro für die Verwaltung des chinesischen Satellitennavigationssystems angeboten, Guodian Gaoke sieht seine Endgeräte jedoch als ersten Schritt in den Privatkundenmarkt.

## Kooperationen
Ursprünglich sollte der Ausbau der dann 38 Satelliten umfassenden Konstellation bis Ende 2022 abgeschlossen sein.[veraltet] Dann wäre nicht nur eine hohe Wiederbesuchsrate garantiert, sondern auch die Leistungsaufnahme der Endgeräte könnte auf 50 mW reduziert werden.
Nachdem die Staatliche Kommission für Entwicklung und Reform am 20. April 2020 ein satellitengestütztes Internet in die Liste der zur Neuen Infrastruktur gehörenden Projekte aufgenommen hatte, wurde jedoch am 22. April 2021 die China Satellite Network Corporation gegründet.
Die Satellite Network Corporation ist ein Zentral Verwaltetes Unternehmen, ein Staatsbetrieb, der nicht in Konkurrenz zur Privatwirtschaft stehen, sondern für diese stabile Rahmenbedingungen schaffen soll. Bei der Satellite Network Corporation versucht man, die Guodian Gaoke in das Nationale Satelliteninternet zu integrieren. So besuchte zum Beispiel am 6. Januar 2022 eine Gruppe von leitenden Ingenieuren der Network Corporation die Firma, um Möglichkeiten der Zusammenarbeit auszuloten. Am 15. Februar 2022 wurde dies von Vertretern der Chinesischen Akademie für Anwendungen satellitengestützter Netzwerke, einer Tochterfirma der Network Corporation, unter der Leitung ihres Vorstandsvorsitzenden Wang Tiemeng vertieft.
Gleichzeitig führte die Guodian Gaoke aber auch Gespräche mit der Pekinger Yonyou AG (用友网络科技股份有限公司), die über ihre Cloud-Dienstleistungen ebenfalls auf dem Gebiet des Internets der Dinge aktiv ist, bislang allerdings nur im terrestrischen Internet.
Am 10. Februar 2022 besuchte eine Delegation der Yonyou AG unter der Leitung ihres Vorstandsvorsitzenden Wang Wenjing (王文京, * 1964) die Guodian Gaoke, und auch hier wurde eine zukünftige Zusammenarbeit vereinbart.